# Sint-Franciscuskathedraal van Xi'an
Sint-Franciscuskathedraal van Xi'an is de kathedraal van Xi'an, Volksrepubliek China. De kerk is gewijd aan de heilige Sint-Franciscus. Het oorspronkelijke gebouw werd in 1716 gebouwd. In 1884 werd het gebouwd uitgebouwd en in 1966 werd de kerk gesloten vanwege de Culturele Revolutie. Pas in 1980 werd het weer geopend.